# Ludwig Wilhelm Anton Pernice
Ludwig Wilhelm Anton Pernice, född 11 juni 1799 i Halle an der Saale, död där 16 juli 1861, var en tysk jurist och politiker. Han var far till Hugo Karl Anton, Herbert Viktor Anton och Alfred Pernice.
Pernice var professor vid födelsestadens universitet 1825–1844, universitetets kurator 1844–1848, ledamot av preussiska herrehuset och kronsyndikus från 1854. 
Pernice utgav bland annat Geschichte, Alterthümer und Institutionen des römischen Rechts (andra upplagan 1824), Quæstiones de jure publico germanico (1831–35), Codex juris municipalis Halensis (1839), De sancta confoederatione (1855), Commentatio de singulari dynastiæ Schauenæ jure (1854), Die staatsrechtlichen Verhältnisse des gräflichen Hauses Giech (1859), Rechtsgutachten betreffend die eventuelle Succession der Sonderburger Linie des Hauses Holstein-Oldenburg (tryckt 1863). I de tre sistnämnda skrifterna uppträder Pernice som sakkunnigt biträde åt furstehusen i statsrättsliga angelägenheter.